# 太陽有限責任監査法人
太陽有限責任監査法人（たいようゆうげんせきにんかんさほうじん、英語: Grant Thornton Taiyo LLC）は、日本における準大手監査法人である。
世界第6位の会計事務所であるグラントソントン・インターナショナルと提携している。

## 概要
法人の系譜は大きく太陽とASGに分かれ、提携先のグローバルファームや税務業務・コンサルティング業務を行う組織はASG側から引き継いだものである。両者の合併以降はこれらの組織をまとめて「太陽ASGグループ」と称していたが、2014年（平成26年）10月1日にはグローバルファームの名称を押し出して「太陽グラントソントン」となった。同時に法人名称も改められ、ASGの名称は見られなくなっている。2013年（平成25年）に中堅の霞が関監査法人を合併して以降は、業務収入・人員数・クライアント数ともに4大監査法人（ビッグ4）以外で最多となった。
2018年（平成30年）7月1日に準大手の優成監査法人と合併したことにより上場クライアント数は200社を超え、その後も大手法人からの異動やIPO受嘱の伸長に伴い大手であるPwC Japan有限責任監査法人と並ぶクライアント数を擁し、特に上場クライアント数は1.5倍程度となっている。優成との合併により地方事務所の拡充がなされ、PwCグループが未進出の札幌・仙台への拠点開設がなされた。2015年度の業務収入は60億円と準大手法人の中でやや多い程度であったが、本合併前後より規模が大きく伸長しており現在は倍以上の業績（他の準大手法人の4倍程度）となっている。クライアントは中堅規模が中心だが、直近では大規模クライアントを他法人から獲得する動きが多くみられる。新規の顧客はもともと「ビッグ4」の監査を受けていた会社が多く、採算重視になり監査先を減らしている「ビッグ4」とは対照的に、顧客数を増やしている。人件費比率が比較的低く、海外の提携先に払う「上納金」や業務費用も低く抑えていることから、2022年時点における利益率（収益力）は4大・準大手の中で最も高い。監査証明業務が大幅増収となる一方で非監査証明業務（コンサルティング業務、アドバイザリー事業等）は減収となっており、他の大手監査法人と比較して「本業重視」の姿勢が際立っている。
一方で、急拡大のひずみを受け、2023年12月26日に株式会社ディー・ディー・エスの監査証明について、金融庁より新規の契約締結に関する3か月間の業務停止と業務改善命令を内容とする行政処分を受けた。これは、適切な連結財務諸表等が作成されるはずとの思い込みやその後の表示方法が適切であるかどうかについての未確認、監査補助者への適切な指示と査閲の未実施が原因であると指摘されている。初歩的な確認ミスであるが、受け入れ能力以上に監査クライアントを抱えていた実態が明らかになった。
- 本部 - 東京都港区元赤坂一丁目2番7号 赤坂Kタワー22階（アンダーソン・毛利・友常法律事務所が入っていたオフィスを居抜きで利用している[4]）
- 大阪事務所 - 大阪市北区中崎西二丁目4番12号 梅田センタービル25階
- 名古屋事務所 - 名古屋市西区牛島町6番1号 名古屋ルーセントタワー25階
- 北陸事務所 - 金沢市広岡一丁目1番18号 金沢KSビル6階
- 人員 - 社員・特定社員100名、職員946名（うち公認会計士376名、試験合格者等253名）、顧問1名、契約職員276名、計1,323名（2025年3月31日時点）
- クライアント数 - 金商法クライアント386社を含む1,120社（2025年3月31日時点）

### 主な金商法監査クライアント
有価証券報告書より、最近の監査報酬上位10社を以下に示す。
| 順位 | 会社名                           | 業種       | 2024年度監査報酬 | 前身所属ならびに監査継続期間       |
| ---- | -------------------------------- | ---------- | ---------------- | ---------------------------------- |
| 1    | RIZAPグループ                    | サービス   | 2億6,200万円     | 2019年3月期以降（東邦→太陽）       |
| 2    | Jトラスト                        | その他金融 | 2億200万円       | 2017年3月期以降（ひびき→優成）     |
| 3    | エクシオグループ                 | 建設       | 1億8,700万円     | 2022年3月期以降（清陽→太陽）       |
| 4    | カヤバ                           | 機械       | 1億4,100万円     | 2023年3月期以降（あずさ→太陽）     |
| 5    | 綜合警備保障                     | サービス   | 1億4,000万円     | 1984年6月期以降（ASG系列）         |
| 6    | 富士ソフト                       | 情報・通信 | 1億3,200万円     | 2008年3月期以降（みすず→太陽ASG）  |
| 7    | センコーグループホールディングス | 陸運       | 1億1,300万円     | 2021年3月期以降（大手前→太陽）     |
| 8    | THK                              | 機械       | 1億900万円       | 2007年3月期以降（みすず→太陽ASG）  |
| 9    | 栗田工業                         | 機械       | 1億500万円       | 少なくとも1972年以降（太陽系列）   |
| 10   | リンクアンドモチベーション       | サービス   | 9,800万円        | 2016年12月期以降（PwCあらた→優成） |

- 他、主要な会社法単独監査クライアントとして国分グループ本社、マルハンなどがある。

## 沿革
- 1971年（昭和46年）9月6日 - 太陽監査法人設立。
- 1984年（昭和59年）5月25日 - 大阪事務所を開設。
- 1985年（昭和60年）9月 - 元監査法人設立。
- 1991年（平成3年）4月 - アクタス監査法人設立。
- 1994年（平成6年）10月 - 元監査法人がグラントソントン・インターナショナルへ加盟。
- 1999年（平成11年）4月 - 元監査法人とアクタス監査法人の合併によりアクタス元監査法人となる。
- 2001年（平成13年）
  - 4月2日 - 神戸事務所を開設。
  - 7月 - アクタス元監査法人からASG監査法人に名称変更。
- 2006年（平成18年）
  - 1月1日 - 太陽監査法人とASG監査法人の合併により太陽ASG監査法人となる。同時に、永田オフィス（赤坂東急ビル）及び大阪南オフィス（大阪長和ビル）を新設。
  - 9月25日 - 本部・東京事務所を赤坂DSビル西館へ移転統合。
  - 11月20日 - 神戸事務所を大阪事務所へ統合。
- 2008年（平成20年）
  - 7月15日 - 有限責任監査法人へ移行。
  - 7月31日 - 名古屋事務所を開設。
- 2012年（平成24年）7月1日 - 永昌監査法人を吸収合併し、北陸事務所を開設。本部・東京事務所を赤坂王子ビルへ再移転。
- 2013年（平成25年）10月1日 - 霞が関監査法人を吸収合併。
- 2014年（平成26年）10月1日 - 太陽有限責任監査法人に名称変更。
- 2018年（平成30年）7月1日 -
  - 準大手の優成監査法人（当時国内9位）を吸収合併[8][9]。
  - 本部をNMF青山一丁目ビル（旧・赤坂王子ビル）から赤坂Kタワーへ移転[10]。同時に札幌事務所、東北事務所、新潟事務所、中国・四国事務所、九州事務所を優成監査法人から継承し開設。
- 2023年（令和5年）12月26日 - 株式会社ディー・ディー・エスの重大な虚偽のある財務書類について、相当の注意を怠って重大な虚偽のないものとして証明し、金融庁より3か月の一部業務停止処分及び課徴金納付命令を受けた[6]。